# 八相縁起
八相縁起（はっそうえんぎ）とは、信楽焼の狸の置物に備わっているとされる8種類の縁起物。
「他を抜く」に通じることから商売繁盛の象徴として、店の軒先などに信楽焼の狸の置物が設置されることが多いが、その典型である「酒買い小僧」型には以下の8つの縁起物が備わっているとされている。
1. 「笠」…思いがけない災難から身を守る
2. 「笑顔」…お客様にはいつも笑顔で応対する
3. 「（大きな）目」…周囲をよく見渡して気配りと正しい判断を行う
4. 「（大きな）お腹」…冷静さと大胆さの象徴
5. 「徳利」…人徳に通じる
6. 「通帳」…信用の象徴
7. 「（太い）尻尾」…終わりよければ全てよし
8. 「金袋」…金運の象徴

「金袋」の存在から「酒買い小僧」型の置物はオスの狸ということになるが、「金袋」の存在しないメスの狸の置物など、必ずしも8つの縁起物全てが揃っていないバージョンの置物も存在している。